# 卢道侃
卢道侃（？—？），字希祖，范阳涿（今河北省涿州市）人，出自范阳卢氏北祖大房，北魏秘书监、固安懿伯卢渊第五子，北魏官员。

## 生平
卢道侃官至幽州主簿，沉静典雅学问高深，在孝昌末年去世。卢道侃两个儿子未成年而死，以七弟卢道约之子卢正达为嗣子。刁冲死后，高谅、卢道侃、卢景裕等人将刁冲的学业和德行写成行状上报，大臣们讨论后定刁冲的谥号为安宪先生，以太牢祭祀他，将讨论意见上奏给皇帝。

## 家族

### 父母
- 卢渊，北魏秘书监、固安懿伯
- 赵郡李氏，北魏散骑常侍、尚书、使持节、平西将军、泰州刺史、宣城公李孝伯之女[5]

### 兄弟姐妹
- 卢道将，北魏司徒司马
- 卢道亮
- 卢道裕，北魏左将军、泾州刺史
- 卢道虔，东魏卫大将军、幽州刺史、临淄恭文公
- 卢道和，北魏冀州中军府中兵参军
- 卢道约，东魏卫大将军、兖州刺史
- 卢道舒，北魏冠军将军、中书侍郎、固安伯
- 卢氏，嫁北魏使持节、平东将军、东道大行台、青州刺史、濮阳孝懿公李延寔
- 卢氏，嫁北魏龙骧将军、通直散骑侍郎李瑾
- 卢氏，嫁北魏定州治中李子云

### 儿子
- 卢正达，卢道侃七弟卢道约之子，过继给卢道侃